# Диметилбензантрацен
ДМБА, сокр. от диметилбензантраце́н — органическое соединение, полициклический ароматический углеводород, производное бензантрацена, один из распространённых и сильнейших канцерогенов. Образуется в результате неполного сгорания нефтепродуктов, бытового мусора, входит в состав выхлопных газов, смога и сигаретного дыма. Синтезируется из каменноугольной смолы.

## История
Впервые был синтезирован в 1938 году В. Бахманом и Й. Хемердом, в том же году Бахманом и его коллегами из Мичиганского университета был обнаружен канцерогенный потенциал. Опыты проводились на мышах, в результате чего они обнаружили, что ДМБА индуцирует опухоли в 2 раза быстрее, чем 3-метилхолантрен. Благодаря положению метильной группы (положение С7,С12), ДМБА считается высококанцерогенным веществом.

## Физические свойства
Представляет собой твёрдое вещество, от желтовато-серого до жёлтого цвета, практически нерастворимое в воде (0,055 мг/1 л, при t = 24° С), хорошо в органических растворителях: бензоле, толуоле, ацетоне и ксилолах, слабо в спирте и эфире имеет высокую температуру плавления (122,5° С) и кипения. Горит сильно коптящим пламенем, часто не полностью сгорая образует угарный газ.

## Токсикология и биологическая роль
Чрезвычайно токсичен, при попадании даже в незначительных количествах (15 мкг) на кожу (особенно повреждённую), может вызывать предраковые состояния. Является генотоксическим канцерогеном. В организм попадает через лёгкие, кровь или кожу. Гидроксилируется в печени микросомальной системой окисления. Часто накапливаясь в ней образует более токсичные и канцерогенные промежуточные эпоксиды, которые легко алкилируют ДНК — образуя с ней ковалентно (зачастую прочно) связанные ДНК-аддукты, тем самым вызывая мутации. Помимо канцерогенной активности характеризуется сильной токсичностью — вызывает сильнейшую дегенерацию и некроз близлежащих тканей печени. В небольших количествах может задерживаться в лёгких.
Помимо сильного гепатоканцерогенного действия, ДМБА вызывает часто и быстро опухоли молочной железы и лёгких, меланому и лейкемию, поэтому его широко используют во многих исследовательских лабораториях по изучению рака. ДМБА выступает в качестве инициатора опухолей (в количестве 10-50 мкг), создающий необходимые для исследования геномные мутации. У мышей, подвергавшихся действию ДМБА, наблюдалось значительное повышение частоты мертворождений, уродств, потомство хилое и нежизнеспособное. Может вызывать бесплодие.

## Экология
Сильно загрязняет атмосферу, имеет свойства биоаккумуляции. Будучи химически сравнительно устойчивым, ДМБА может долго циркулировать в экосистемах, в результате многие объекты окружающей среды становятся его вторичными источниками. Вместе с бензантраценом и другими ПАУ образуют смог. В больших количествах обнаруживается в воздухе рядом с промышленными зонами и ТЭС, мусоросжигательными заводами. Среднее содержание составляет 150—200 нг/м3.
Из-за своей токсичности и канцерогенности (токсичнее бензола приблизительно в 20 раз), ДМБА не имеет промышленного значения. ПДК в рабочей зоне = 0,00015 мг/м3, для атмосферного воздуха 0,005-0,01 мкг/м3. Сильно раздражает кожу, является ирритантом. LD50 для мыши (перорально) составляет 0,115 мг/кг, 0,2-0,25 мг/кг — подкожно.